# Anna di Egmont
Anna di Egmont (Grave, marzo 1533 – Breda, 24 marzo 1558) è stata una nobildonna tedesca e principessa consorte di Orange.

## Biografia
Era l'unica figlia di Massimiliano di Egmond e Françoise de Lannoy. Divenne quindi Suo jure contessa di e signora di Egmond. Era anche contessa di Lingen e di Leerdam, signora di IJsselstein, di Borssele, di Grave, di Cranendonck, di Jaarsveld, di Kortgene, di Sint Maartensdijk, e di Odijk.
Anna proveniva da una delle famiglie più antiche e più importanti dei Paesi Bassi.

## Matrimonio

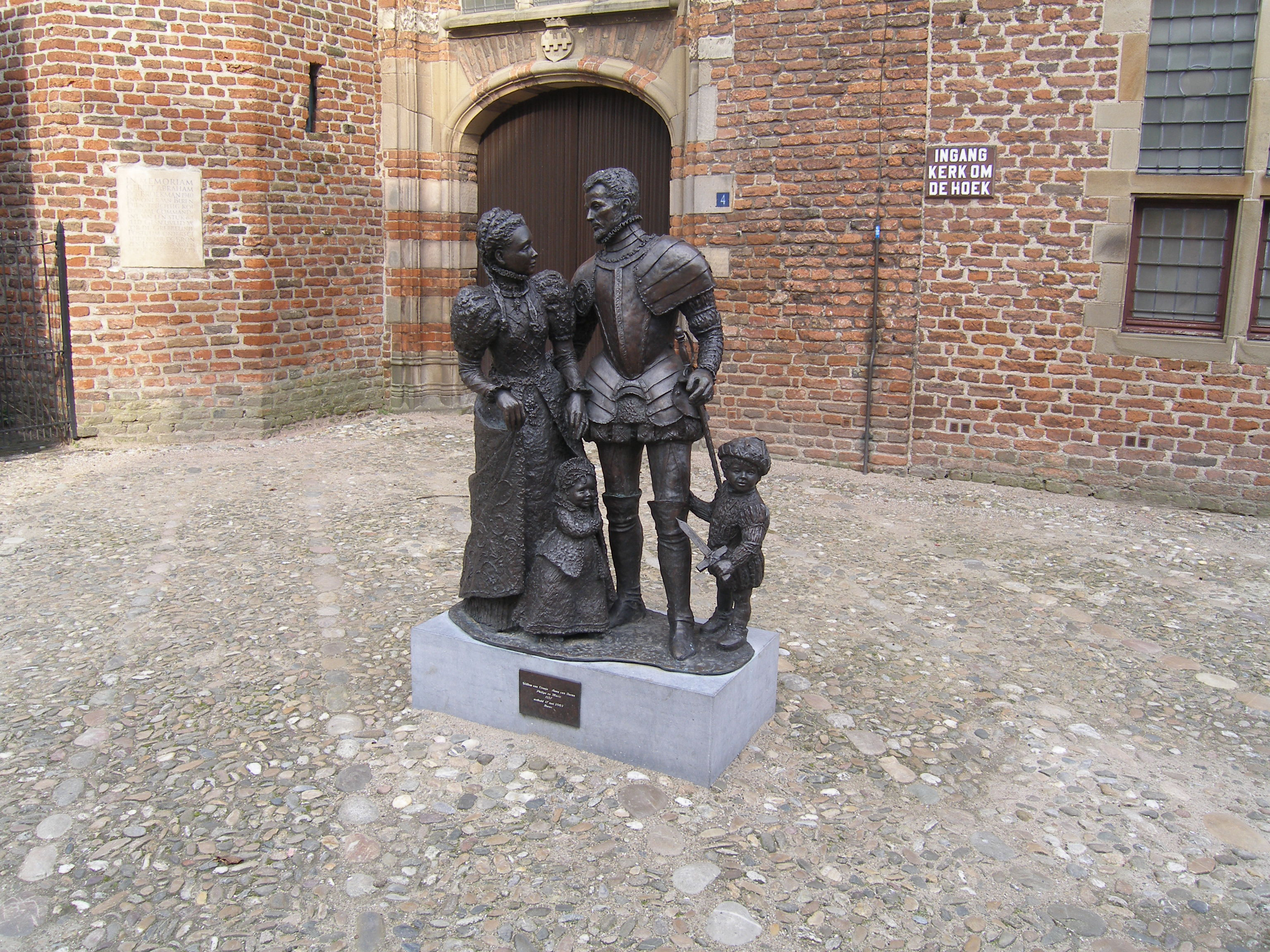
Anna e suo marito e i loro due figli, monumenti nel centro della città di Buren.

Nel 1551 a Buren sposò Guglielmo I d'Orange a cui diede il titolo di signore di Egmond e conte di Buren.
Diede al marito tre figli:
- Maria (22 novembre 1553–1555);
- Filippo Guglielmo (19 dicembre 1554-20 febbraio 1618)
- Maria (7 febbraio 1556-10 ottobre 1616) che sposò Filippo di Hohenlohe-Neuenstein.

Le lettere superstiti mostrano che il matrimonio è stato estremamente felice. La coppia viveva alternativamente ai castelli di Buren e Breda. Dopo la morte prematura di Anna, a 25 anni, i suoi figli sopravvissuti vennero istruiti da Maria d'Ungheria.

## Morte
Anna morì e fu sepolta a Breda.

## Ascendenza
|                                                 |                                      |                                                     | Genitori                                               |  |  | Nonni |  |  | Bisnonni                                    |  |  | Trisnonni                      |  |
|                                                 |                                      |                                                     |                                                        |  |  |       |  |  | Federico d'Egmont, conte di Buren e Leerdam |  |  | Guglielmo IV, signore d'Egmont |  |
|                                                 |                                      |                                                     |                                                        |  |  |       |  |  | Federico d'Egmont, conte di Buren e Leerdam |  |  | Guglielmo IV, signore d'Egmont |  |
|                                                 |                                      | Valburga di Moers-Saarwerden                        |                                                        |  |  |       |  |  | Federico d'Egmont, conte di Buren e Leerdam |  |  |                                |  |
| Floris d'Egmont, conte di Buren e Leerdam       |                                      |                                                     |                                                        |  |  |       |  |  | Federico d'Egmont, conte di Buren e Leerdam |  |  |                                |  |
|                                                 |                                      | Aleida di Culemborg                                 | Gerardo II, signore di Culemborg                       |  |  |       |  |  |                                             |  |  |                                |  |
|                                                 |                                      | Aleida di Culemborg                                 | Gerardo II, signore di Culemborg                       |  |  |       |  |  |                                             |  |  |                                |  |
|                                                 |                                      | Aleida di Culemborg                                 | Elisabetta di Buren                                    |  |  |       |  |  |                                             |  |  |                                |  |
| Massimiliano d'Egmont, conte di Buren e Leerdam |                                      | Aleida di Culemborg                                 |                                                        |  |  |       |  |  |                                             |  |  |                                |  |
|                                                 |                                      | Cornelio di Glymes, signore di Revenbroek           | Giovanni II, signore di Glymes                         |  |  |       |  |  |                                             |  |  |                                |  |
|                                                 |                                      | Cornelio di Glymes, signore di Revenbroek           | Giovanni II, signore di Glymes                         |  |  |       |  |  |                                             |  |  |                                |  |
|                                                 |                                      | Cornelio di Glymes, signore di Revenbroek           | Marguerita di Rouvroy                                  |  |  |       |  |  |                                             |  |  |                                |  |
| Margarita di Glymes                             |                                      | Cornelio di Glymes, signore di Revenbroek           |                                                        |  |  |       |  |  |                                             |  |  |                                |  |
|                                                 |                                      | Maria Margherita di Strijen, signora di Zevenbergen | Arnoldo di Strijen, signora di Zevenbergen             |  |  |       |  |  |                                             |  |  |                                |  |
|                                                 |                                      | Maria Margherita di Strijen, signora di Zevenbergen | Arnoldo di Strijen, signora di Zevenbergen             |  |  |       |  |  |                                             |  |  |                                |  |
|                                                 |                                      | Maria Margherita di Strijen, signora di Zevenbergen | Maria Petronella di Vianen                             |  |  |       |  |  |                                             |  |  |                                |  |
| Anna d'Egmont, contessa di Buren e Leerdam      |                                      | Maria Margherita di Strijen, signora di Zevenbergen |                                                        |  |  |       |  |  |                                             |  |  |                                |  |
|                                                 | Filippo di Lannoy, signore di Santes | Filippo di Lannoy, signore di Willerval             |                                                        |  |  |       |  |  |                                             |  |  |                                |  |
|                                                 | Filippo di Lannoy, signore di Santes | Filippo di Lannoy, signore di Willerval             |                                                        |  |  |       |  |  |                                             |  |  |                                |  |
|                                                 | Filippo di Lannoy, signore di Santes | Margherita di Châtillon                             |                                                        |  |  |       |  |  |                                             |  |  |                                |  |
| Ugo di Lannoy, signore di Tronchiennes          | Filippo di Lannoy, signore di Santes |                                                     |                                                        |  |  |       |  |  |                                             |  |  |                                |  |
|                                                 |                                      | Bona di Lannoy                                      | Giovanni, signore di Lannoy                            |  |  |       |  |  |                                             |  |  |                                |  |
|                                                 |                                      | Bona di Lannoy                                      | Giovanni, signore di Lannoy                            |  |  |       |  |  |                                             |  |  |                                |  |
|                                                 |                                      | Bona di Lannoy                                      | Giovanna di Ligne                                      |  |  |       |  |  |                                             |  |  |                                |  |
| Francesca di Lannoy                             |                                      | Bona di Lannoy                                      |                                                        |  |  |       |  |  |                                             |  |  |                                |  |
|                                                 |                                      | Daniele VI di Bouchout, signore di Bouleurs         | Daniele V di Bouchout, barone di Boelare               |  |  |       |  |  |                                             |  |  |                                |  |
|                                                 |                                      | Daniele VI di Bouchout, signore di Bouleurs         | Daniele V di Bouchout, barone di Boelare               |  |  |       |  |  |                                             |  |  |                                |  |
|                                                 |                                      | Daniele VI di Bouchout, signore di Bouleurs         | Giovanna di Vianen-Beverweerd                          |  |  |       |  |  |                                             |  |  |                                |  |
| Maria di Bouchout                               |                                      | Daniele VI di Bouchout, signore di Bouleurs         |                                                        |  |  |       |  |  |                                             |  |  |                                |  |
|                                                 |                                      | Maria di Lussemburgo-Saint Pol                      | Giacomo I di Lussemburgo-Saint Pol, signore di Fiennes |  |  |       |  |  |                                             |  |  |                                |  |
|                                                 |                                      | Maria di Lussemburgo-Saint Pol                      | Giacomo I di Lussemburgo-Saint Pol, signore di Fiennes |  |  |       |  |  |                                             |  |  |                                |  |
|                                                 |                                      | Maria di Lussemburgo-Saint Pol                      | Maria di Berlaymont                                    |  |  |       |  |  |                                             |  |  |                                |  |
|                                                 |                                      | Maria di Lussemburgo-Saint Pol                      |                                                        |  |  |       |  |  |                                             |  |  |                                |  |